# .zr
.zr era el domini de primer nivell territorial (ccTLD) del Zaire. Quan el Zaire va canviar de nom per República Democràtica del Congo el 1997, el domini .zr es va substituir per .cd. El 2001, es va esborrar definitivament.